# Together Again…Live
Together Again…Live — спільний концертний альбом американських блюзових музикантів Б. Б. Кінга і Боббі Бленда, випущений у 1976 році лейблом Impulse!.

## Опис
Другий спільний концертний альбом Б. Б. Кінга і Боббі Бленда був записаний в Лос-Анджелесі в клубі «Coconut Grove». У записі взяли участь трубачі Альберт Ааронс, Снукі Янг та Оскар Брашир, саксофоністи Джером Річардсон і Ред Голловей, тромбоністи Бенні Пауелл і Гарнетт Браун. Кінг і Бленд виконують в основному блюзові стандарти, серед яких «Stormy Monday Blues» Ті-Боун Вокера та «Every Day I Have the Blues» Мемфіса Сліма, і один з найбільших хітів Кінга «The Thrill Is Gone». Альбом вийшов на лейблі Impulse!, дочірньому ABC.
У 1976 році альбом посів 73-є місце в The Billboard 200 та 9-е в R&B Albums хіт-парадах журналу «Billboard».

## Список композицій
1. «Let the Good Times Roll» (Флісі Мур, Сем Терд) — 3:15
2. медлі «Stormy Monday Blues»/«Strange Things Happen» (Ті-Боун Вокер/Персі Мейфілд) — 6:41
3. «Feel So Bad» (Сем Гопкінс) — 8:19
4. медлі «Mother-In-Law Blues»/«Mean Old World» (Дон Робі/Волтер Джейкобс) — 5:55
5. «Every Day I Have the Blues» (Рік Дарнелл, Рой Гокінс) — 4:01
6. медлі «The Thrill Is Gone»/«I Ain't Gonna Be the First to Cry» (Денні Волш, Майкл Прайс, Мітчелл Боттлер) — 12:54

## Учасники запису
- Б. Б. Кінг — вокал, гітара
- Боббі Бленд — вокал
- Альберт Ааронс, Снукі Янг, Оскар Брашир — труба
- Бенні Пауелл, Гарнетт Браун — тромбон
- Джером Річардсон — баритон-саксофон
- Ред Голловей — тенор-саксофон
- Джонні Джонс, Мілтон Гопкінс, Рей Паркер — гітара
- Роберт Андерсон — фортепіано
- Джейм Тоуні — орган
- Луї Віллері, Руді Ейкелс — бас-гітара
- Гарольд Потьє — ударні
- Джонні Пейт — аранжування [духові], диригування [духові]

Технічний персонал
- Есмонд Едвардс — продюсер
- Барні Перкінс — інженер

## Хіт-паради
Альбоми
| Рік  | Чарт              | Позиція |
| ---- | ----------------- | ------- |
| 1976 | R&B Albums        | 9       |
| 1976 | The Billboard 200 | 73      |